# Rallare (film)
Rallare är en svensk dramafilm från 1947 i regi av Arne Mattsson. 

## Handling
Året är 1902 och man håller på att bygga järnvägen Ofotenbanan (Malmbanan) mellan Luleå och Narvik. Till ett av alla rallarlagen, som leds av rallarbasen Stora Ballong kommer två nya arbetare, Valfrid Andersson och Amos Forslund. Amos accepteras genast i gänget, då Stora Ballong var god vän med hans far, men Valfrid blir hackkyckling och de andra försöker på många olika sätt få honom att sluta, eftersom de skäms att ha honom i sitt lag, då han egentligen är bonde.
Rallarna får sin mat av handelsmannen G. A. Blom, men den mat han ger dem är rutten. Därför skriver en av rallarna, Baptist-Anders (skriv- och bibelkunnig) en insändare i tidningen om det hela och Blommen, som handelsmannen kallas, blir rallarlagets bittra fiende. Blom tar dock Valfrid under sitt beskydd, ger honom bra mat och lyckas vid ett tillfälle, när han har supit honom under bordet, få honom att skriva under ett papper på att han ger alla rallare prima mat.
De båda nykomlingarna lyckas, var för sig, under en lördagsdans, skaffa sig varsin flicka. Valfrid träffar Viktoria och börjar få mer stadigt sällskap med henne (hon blir efter ett tag med barn). Amos börjar uppvakta Hildur, som är dotter till Blom och först anser han det omöjligt att umgås med henne på grund av detta, men så småningom ändrar han sig och de blir också ett par.
Arbetet går vidare och när de andra rallarnas inställning till Valfrid så smått börjar mjukna och han blir mer och mer accepterad av dem börjar hans samvete gnaga mer och mer i honom, eftersom det inte blir någon inspektion av maten från högre håll, då Blom ju har ett papper, undertecknat av en rallare, om att deras mat är prima. Det blir än värre för honom, när de andra, via tidningen, får veta att någon har skrivit under detta papper. Därmed tror man från högre ort att Baptist-Anders insändare är lögn och baktaleri, varför han får sparken.
Under kvällen samma dag träffar Amos i hemlighet Hildur, men Blom har upptäckt dem och vill naturligtvis inte, att hans dotter skall umgås med någon "rallbuse". När Amos sedan ska ge sig av hem till arbetarbaracken sitter Blom och lurpassar på honom och skjuter honom i baken med sitt hagelgevär (han dör inte utan blir endast skadskjuten). Valfrid, som har varit ute för sig själv och funderat, råkar komma förbi samtidigt och läxar då upp Blom ordentligt samt hjälper Amos hem. Han stiger mycket i de andras aktning, när de får veta, att han har spöat Blom och hjälpt Amos, men då klarar han inte av sitt dåliga samvete längre, utan erkänner att det är han, som har skrivit under Bloms papper. Han går sedan därifrån och har för avsikt att ge sig av för gott. Stora Ballong övertalar honom dock att stanna, dels eftersom han nu har visat sig så ärlig och renhårig, dels eftersom Viktoria har sökt upp honom i baracken och de andra då har fått veta, att hon väntar hans barn.
Under tiden kommer de andra inne i baracken fram till, att det enda sättet att få slut på Bloms översitteri, är att ge sig av till hans affär och klå upp honom. Därför tar de sedan två järnvägsvagnar, som rullar utmed spåret fram till affären. Utmed spåret sprids snabbt ryktet om vad som är i görningen och diverse andra rallarlag tillstöter, för att också säga Blom ett sanningens ord. När man är framme slår man Bloms affär sönder och samman och man har också i princip tänkt mörda Blom. Detta hindras dock av, att baningenjör Holmberg har sett vad som är i görningen och tillkallat polisen, som kommer och avbryter bråket. Överheten har förståelse för, att rallarna inte vill nöja sig med rutten mat och låter dem undslippa straff för vandaliseringen av affären, låter Baptist-Anders komma tillbaka och ser till, att de får ordentlig mat.
En kort sekvens visar arbetets gång under vintern, följt av våren, då banan blir färdigbyggd och man vid riksgränsen möter de norska rallarlagen från Narvik, varefter banan invigs i närvaro av både kung och landshövding. Amos och Hildur tar ett (för henne) smärtsamt farväl, varpå det rallarlag man har fått följa i filmen splittras sedan och försvinner till nya platser, utom Valfrid, som stannar kvar och blir bonde, för att försörja Viktoria och deras nyfödde son.

## Om filmen
Filmen premiärvisades 26 december 1947 och var då 111 minuter lång, vilket den var på bio. Av okänd anledning har den, varje gång den har visats på TV, varit nerklippt till 106 minuter. Filmen spelades in i Filmstaden Råsunda med exteriörer filmade längs järnvägen Sveg-Hede av Martin Bodin. Som förlaga har man Olle Länsbergs roman Nordanvind som utgavs 1946.

## Roller i urval
- Victor Sjöström - Stora Ballong, rallarbas
- John Elfström - Valfrid Andersson, "Söndagsblat", rallare
- Gunnel Broström - Viktoria, bonddotter
- Åke Grönberg - Calle Ville, rallare
- Inga Landgré - Hildur Blom
- Sven Magnusson - Dynamiten, rallare
- Ingrid Borthen - Svarta Björn
- Bengt Eklund - Amos Forslund, rallare
- Svea Holst - Stina, kockan
- Axel Högel - Baptist-Anders, rallare
- Birger Åsander - Fabian Bred, rallare
- Henake Schubak - Sikkavaara Frans, rallare
- Gösta Holmström - Bråk-Olle, rallare
- Harry Ahlin - G.A. Blom, handelsman, Hildurs far
- Sven Bergvall - Häger
- Kolbjörn Knudsen - Holmberg, baningenjör
- Martin Ljung - Kungens adjutant (står ej med i rollistan)

## Musik i filmen
- Au son des cloches kompositör: François Popy, instrumental.
- Rallarvisa kompositör: Sven Sköld text Manne Briandt, sång Bengt Eklund
- Gällivarevisan, sång Bengt Eklund
- En rallare jag är förvisst, sång Gudrun Brost som dubbar Ingrid Borthen
- I sommarens soliga dagar, textförfattare: Gustaf Emanuel Johansson, instrumental.
- Rallarevisa kompositör: Martin Nilsson, sång Victor Sjöström, Bengt Eklund
- Du gamla Svea, textförfattare: P.O. Söderström, sång Åke Grönberg, Sven Magnusson Bengt Eklund
- Klippa du som brast för mig (Rock of Ages) kompositör: Thomas Hastings text Betty Ehrenborg-Posse, sång Axel Högel
- Sköna Cecilia, sång Gunnel Broström
- Rullan går, sång Artur Rolén
- För uppå livets stig, textförfattare: Johan Henrik Chronwall, instrumental.
- Björneborgarnas marsch kompositör: Christian Fredrik Kress text Johan Ludvig Runeberg, instrumental.
- Jag har fällit tårar delvis ny text av Gardar Sahlberg, sång Bengt Eklund
- Sjung fadderi ..., sång Åke Grönberg
- I riksgränsens trakter
- Kungssången kompositör: Otto Lindblad text Talis Qualis, instrumental.